# Старые Русешты
Старые Русешты (рум. Ruseştii Vechi, Русештий Векь) — село в Яловенском районе Молдавии. Наряду с селом Новые Русешты входит в состав коммуны Новые Русешты.

## География
Село расположено на высоте 161 метров над уровнем моря.

## Население
По данным переписи населения 2004 года, в селе Русештий Векь проживает 340 человек (161 мужчина, 179 женщин).
Этнический состав села:
| Национальность | Число жителей | Процентный состав |
| -------------- | ------------- | ----------------- |
| молдаване      | 340           | 100.0             |
| Всего          | 340           | 100%              |